# Liste der Länderspiele der turkmenischen Futsalnationalmannschaft der Frauen
Die nachfolgende Liste enthält alle Länderspiele der turkmenischen Futsalnationalmannschaft der Frauen, die der Fußballverband von Turkmenistan, die Türkmenistanyň Futbol Federasiýasy (TFF), im Jahr 2011 gegründet hat. Futsal ist die einzige von der FIFA anerkannte Variante des Hallenfußballs. Bisher wurden sechs Länderspiele ausgetragen.

## Länderspielübersicht
Legende
- Erg. = Ergebnis
- n. V. = nach Verlängerung
- i. S. = im Sechsmeterschießen
- abg. = Spielabbruch
- H = Heimspiel
- A = Auswärtsspiel
- * = Spiel auf neutralem Platz
- Hintergrundfarbe grün = Sieg
- Hintergrundfarbe gelb = Unentschieden
- Hintergrundfarbe rot = Niederlage

| Nr.                    | Datum      | Erg. | Gegner              |   | Austragungsort                                  | Anlass                                 | Bemerkungen |
| ---------------------- | ---------- | ---- | ------------------- | - | ----------------------------------------------- | -------------------------------------- | --- |
| 1                      | 08.09.2011 | 3:4  | Tadschikistan       | * | Qarshi (UZB)                                    | Freundschaftsspiel                     | Erstes Spiel auf neutralem Platz Erste Niederlage Erste Niederlage auf neutralem Platz Erstes Länderspiel gegen Tadschikistan |
| 2                      | 16.09.2017 | 1:6  | Hongkong            | H | Aşgabat, Gyşky görnüşleri boýunça sport toplumy | Asian Indoor & Martial Arts Games 2017 | Erstes Heimspiel Erste Heimniederlage Erstes Länderspiel gegen Hongkong                                                       |
| 3                      | 17.09.2017 | 1:3  | Volksrepublik China | H | Aşgabat, Gyşky görnüşleri boýunça sport toplumy | Asian Indoor & Martial Arts Games 2017 | Erstes Länderspiel gegen die Volksrepublik China                                                                              |
| 4                      | 20.09.2017 | 0:8  | Japan               | H | Aşgabat, Gyşky görnüşleri boýunça sport toplumy | Asian Indoor & Martial Arts Games 2017 | Höchste Heimniederlage Erstes Länderspiel gegen Japan                                                                         |
| 5                      | 03.05.2018 | 0:14 | Iran                | * | Bangkok (THA), Indoor Stadium Huamark           | Asienmeisterschaft 2018- Endrunde      | Höchste Niederlage Höchste Niederlage auf neutralem Platz Erstes Länderspiel gegen den Iran                                   |
| 6                      | 05.05.2018 | 1:3  | Usbekistan          | * | Bangkok (THA), Indoor Stadium Huamark           | Asienmeisterschaft 2018- Endrunde      | Erstes Länderspiel gegen Usbekistan                                                                                           |
| Stand: 24. August 2018 |            |      |                     |   |                                                 |                                        | |

## Statistik
In der Statistik werden nur die offiziellen Länderspiele berücksichtigt.
Legende
- Sp. = Spiele
- Sg. = Siege
- Uts. = Unentschieden
- Ndl. = Niederlagen
- Hintergrundfarbe grün = positive Bilanz
- Hintergrundfarbe gelb = ausgeglichene Bilanz
- Hintergrundfarbe rot = negative Bilanz

### Gegner
| Land                | Kontinentalverband | Sp. | Sg. | Uts. | Ndl. | Torverhältnis |
| ------------------- | ------------------ | --- | --- | ---- | ---- | ------------- |
| Volksrepublik China | AFC                | 1   | 0   | 0    | 1    | 1:3           |
| Hongkong            | AFC                | 1   | 0   | 0    | 1    | 1:6           |
| Iran                | AFC                | 1   | 0   | 0    | 1    | 00:14         |
| Japan               | AFC                | 1   | 0   | 0    | 1    | 0:8           |
| Tadschikistan       | AFC                | 1   | 0   | 0    | 1    | 3:4           |
| Usbekistan          | AFC                | 1   | 0   | 0    | 1    | 1:3           |
| Gesamt              | Gesamt             | 6   | 0   | 0    | 6    | 06:38         |

### Kontinentalverbände
| Kontinentalverband                 | Sp. | Sg. | Uts. | Ndl. | Torverhältnis |
| ---------------------------------- | --- | --- | ---- | ---- | ------------- |
| AFC (Asien)                        | 6   | 0   | 0    | 6    | 06:38         |
| CAF (Afrika)                       | 0   | 0   | 0    | 0    | 0:0           |
| CONCACAF (Nord- und Mittelamerika) | 0   | 0   | 0    | 0    | 0:0           |
| CONMEBOL (Südamerika)              | 0   | 0   | 0    | 0    | 0:0           |
| OFC (Ozeanien)                     | 0   | 0   | 0    | 0    | 0:0           |
| UEFA (Europa)                      | 0   | 0   | 0    | 0    | 0:0           |
| Gesamt                             | 6   | 0   | 0    | 6    | 06:38         |

### Anlässe
| Anlass                                   | Sp. | Sg. | Uts. | Ndl. | Torverhältnis |
| ---------------------------------------- | --- | --- | ---- | ---- | ------------- |
| Asienmeisterschaft-Endrundenspiele       | 2   | 0   | 0    | 2    | 01:17         |
| Asian Indoor & Martial Arts Games-Spiele | 3   | 0   | 0    | 3    | 02:17         |
| Freundschaftsspiele                      | 1   | 0   | 0    | 1    | 3:4           |
| Gesamt                                   | 6   | 0   | 0    | 6    | 06:38         |

### Spielarten
| Spielart                       | Sp. | Sg. | Uts. | Ndl. | Torverhältnis |
| ------------------------------ | --- | --- | ---- | ---- | ------------- |
| Heimspiele (H)                 | 3   | 0   | 0    | 3    | 02:17         |
| Spiele auf neutralem Platz (*) | 3   | 0   | 0    | 3    | 04:21         |
| Auswärtsspiele (A)             | 0   | 0   | 0    | 0    | 0:0           |
| Gesamt                         | 6   | 0   | 0    | 6    | 06:38         |

### Austragungsorte
| Austragungsort | Land         | Sp. | Sg. | Uts. | Ndl. | Torverhältnis |
| -------------- | ------------ | --- | --- | ---- | ---- | ------------- |
| Aşgabat        | Turkmenistan | 3   | 0   | 0    | 3    | 02:17         |
| Bangkok        | Thailand     | 2   | 0   | 0    | 2    | 01:17         |
| Qarshi         | Usbekistan   | 1   | 0   | 0    | 1    | 3:4           |
| Gesamt         | Gesamt       | 6   | 0   | 0    | 6    | 06:38         |

### Spielergebnisse
|      | Gegentore | Gegentore | Gegentore | Gegentore | Gegentore | Gegentore | Gegentore | Gegentore | Gegentore | Gegentore | Gegentore | Gegentore | Gegentore | Gegentore | Gegentore |
| Tore | 0         | 1         | 2         | 3         | 4         | 5         | 6         | 7         | 8         | 9         | 10        | 11        | 12        | 13        | 14        |
| ---- | --------- | --------- | --------- | --------- | --------- | --------- | --------- | --------- | --------- | --------- | --------- | --------- | --------- | --------- | --------- |
| 0    | -         | -         | -         | -         | -         | -         | -         | -         | 1         | -         | -         | -         | -         | -         | 1         |
| 1    | -         | -         | -         | 2         | -         | -         | 1         | -         | -         | -         | -         | -         | -         | -         | -         |
| 2    | -         | -         | -         | -         | -         | -         | -         | -         | -         | -         | -         | -         | -         | -         | -         |
| 3    | -         | -         | -         | -         | 1         | -         | -         | -         | -         | -         | -         | -         | -         | -         | -         |